# Julee Cruise
Julee Ann Cruise (ur. 1 grudnia 1956 w Creston, Iowa, zm. 9 czerwca 2022 w Pittsfield, Massachusetts) – amerykańska piosenkarka i aktorka.
Julee Cruise nagrała cztery albumy, jednak jest znana przede wszystkim z tematu muzycznego do serialu telewizyjnego Miasteczko Twin Peaks. Była współpracownikiem kompozytora Angela Badalamentiego i reżysera Davida Lyncha, którzy napisali i wyprodukowali większość jej utworów.
W marcu 2018 roku piosenkarka ogłosiła na Facebooku, że choruje na toczeń rumieniowaty układowy, przez który miała problemy m.in. z poruszaniem się. Cierpiała również na depresję.
Zmarła w wieku 65 lat; przyczyną śmierci było samobójstwo. Edward Grinnan – mąż Cruise od 1988 roku – stwierdził, że „opuściła ten świat na własnych warunkach. Bez żalu. W spokoju... Włączyłem [utwór The B-52’s] Roam w trakcie jej przejścia. Teraz będzie już zawsze wędrować. Odpoczywaj w spokoju, ukochana.”.

## Dyskografia
Albumy
| Floating into the Night                 | - Data: 12 września 1989 - Wydawca: Warner Bros. Records     | 74 | 11 | 21 | - UK: srebrna płyta |
| The Voice of Love                       | - Data: 12 października 1993 - Wydawca: Warner Bros. Records | –  | –  | –  |                     |
| The Art of Being a Girl                 | - Data: 20 sierpnia 2002 - Wydawca: Warner Bros. Records     | –  | –  | –  |                     |
| My Secret Life                          | - Data: 1 marca 2011 - Wydawca: Purley Sounds LLC            | –  | –  | –  |                     |
| „–” oznacza, że album nie był notowany. |                                                              |    |    |    |                     |

Single
| "Falling"                                  | 1990 | 7  | 28 | 33 | 1 | 17 |
| "Rockin' Back Inside My Heart"             | 1991 | 66 | –  | –  | – | –  |
| "If I Survive" (Hybrid feat. Julie Cruise) | 1999 | 52 | –  | –  | – | –  |
| „–” oznacza, że singel nie był notowany.   |      |    |    |    |   |    |

## Filmografia
| Tytuł                          | Rok  | Rola             | Źródło |
| ------------------------------ | ---- | ---------------- | ------ |
| Miasteczko Twin Peaks          | 1990 | jako piosenkarka | [ 16 ] |
| Twin Peaks: Ogniu krocz ze mną | 1992 | jako piosenkarka | [ 16 ] |